# Битва за Сіді-Бузід
Битва за Сіді-Бузід (англ. Battle of Sidi Bou Zid, з німецького боку — операція «Фрюленгсвінд» (нім. Unternehmen Frühlingswind) — низка боїв, що сталась 14—17 лютого 1943 року поблизу населеного пункту Сіді-Бузід у Французькому Тунісі між американськими та німецько-італійськими військами в ході Туніської кампанії у Північній Африці. 14 лютого 140 танків вермахту розпочали атаку проходів у горах Фейд та Майзіла у загальному напрямку на Сіді-Бузід. Німці зім'яли позиції американців та незабаром оточили війська противника, зімкнувши кільце навколо Сіді-Бузід.

Тим часом, штурмові групи 21-ї дивізії прорвались крізь прохід Мейзіла та попростували у напрямку на північ. У боях біля навколишніх узвиш Джібель Лесуда, Джібель Ксайра та Джібель Гарет Гадід американці зазнали поразки та змушені були відступити, втративши значну кількість танків та артилерії.

Вночі бойова група від 1-ї бронетанкової дивізії генерал-майора О. Ворда здійснила спробу контратакувати німецькі війська, що прорвались біля Сіді-Бузіда, однак вирвавшись на відкриту місцевість, американці виявились між бронегруп німців, які мали більше за 80 одиниць танків Panzer IV, Panzer III та Tiger I, й відкрили вогонь впритул по бронетехніці противника. У наслідок швидкоплинного вогневого бою американські танкісти втратили 46 середніх танків, 130 автомобілів та 9 самохідних установок. До вечора 15 лютого генерал Арнім віддав наказ трьом своїм бронегрупам продовжити наступ на Сбейтлу; німецькі танкові підрозділи розбили залишки американських бойових груп CC A та CC C, які зазнавши втрат, відступили.

16 лютого, після проведення інтенсивної повітряної підготовки, німців увійшли до Сбейтли.

## Історія

### Передумови
Наприкінці 1942 року союзні війська, розгромивши німецько-італійське угруповання військ у Північній Африці, вийшло до Тунісу, однак головне завдання операції «Смолоскип» — захоплення колишньої французької колонії з ходу та знищення армії генерала Е.Роммеля — виконати не змогли. Пауза, що утворилась у бойових діях між ворогуючими сторонами, використовувалась противниками з метою зосередження своїх сил, проведення маневру та підготовки до наступних дій. У січні 1943 року Німецько-італійська танкова армія генерал-фельдмаршала Е.Роммеля відійшла від оборонних позицій лінії Марет, фортифікаційні укріплення якої будували французи, та з'єднались з військами генерал-полковника Г.-Ю.Арнім, командувача 5-ї танкової армії в районі поблизу Сіді-Бузід.
Союзні війська практично повністю опанували гори Атласу і вийшли до східних відрогів гір, де тримали оборону німецькі війська, що відступили. Розташувавши свій штаб у Тебессі в Алжирі на відстані 130 км від лінії зіткнення, командир американського 2-го армійського корпусу генерал-лейтенант Л. Фредендалль зрідка відвідував свої війська й не до кінця володів оперативною обстановкою, котра склалась на його ділянці. Не маючи достатньої інформації від розвідки про противника та нічого не знаючи про наміри військ Вермахту, що оборонялись напроти його корпусу, комкор розпорошив свої формування та сусіда — 19-го французького корпусу генерала А. Жуена на широкому фронті. Генерал визначав завдання військам не володіючи даними про характер місцевості та не організувавши взаємодію між підрозділами належним чином. За його наказом Сіді-Бузід обороняла 168-ма полкова бойова група 34-ї піхотної дивізії за підтримки танкової групи від 1-ї бронетанкової дивізії.
На відміну від Л. Фредендалля німецький фельдмаршал Е. Роммель відмінно володів обстановкою та чітко усвідомлював загрозу, яку становила присутність американського угруповання на цій ділянці фронту. «Лис пустелі» розумів, що в разі переходу американських військ у наступ, вони швидко прорвуть фронт, просунуться на 97 км та вийдуть до середземноморського узбережжя, розсікши в такій спосіб німецько-італійське угруповання на дві частини та відрізавши усі ключові лінії постачання для військ Осі від його підрозділів.
30 січня 1943 року генерал Арнім віддав наказ 21-ій танковій дивізії атакувати гірський прохід Фейд-Пасс, утримуваний французьким XIX-м корпусом. Генерал Фредендалль відреагував на цю атаку дуже мляво, тому французи, незважаючи на запеклий опір, були вибиті зі своїм оборонних рубежів.

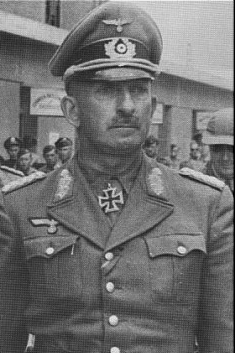
Генерал-полковник Г.Арнім, командувач 5-ї танкової армії

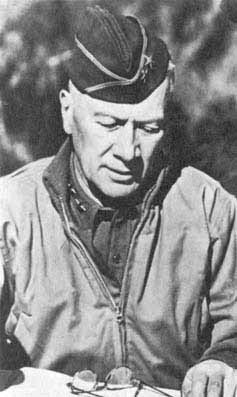
Командувач американського II-го армійського корпусу генерал-лейтенант Ллойд Фредендалль

Німецько-італійське командування розробило план операції «Фрюленгсвінд», за задумом якої 10-та та 21-ша танкові дивізії завдавали потужного удару по позиціях американських військ біля Сіді-Бузід, після розгрому яких підрозділи 21-ї дивізії генерала Г.-Г. Гільдебрандта мали просуватись далі та, з'єднавшись з ударним угрупованням 1-ї італійської армії корпусного генерала Джованні Мессе, продовжити наступ на Гафса, у той час, як 10-та танкова дивізія генерал-лейтенанта Ф. фрейхерра фон Бройха мала атакувати ворожі позиції західніше Кайруана. Початок операції намічався на 12—14 лютого 1943 року.

### Битва
О 4:00 14 лютого чотири ударні бойові групи від 10-ї та 21-ї танкових дивізій Вермахту у загальній кількості 140 танків розпочали атаку проходів у горах Фейд та Майзіла у загальному напрямку на Сіді-Бузід. До речі, командувач союзними військами генерал Д.Ейзенхауер, що здійснював інспекційний об'їзд військ, за три години до початку німецького наступу від'їхав з цього району. Бойові групи 10-ї дивізії зім'яли позиції американців та незабаром оточили війська противника, зімкнувши кільце навколо Сіді-Бузід. У полон потрапила частка американських вояків, серед яких виявився зять генерала Дж. Паттона командир бойової групи танкового батальйону підполковник Джон Вотерс.

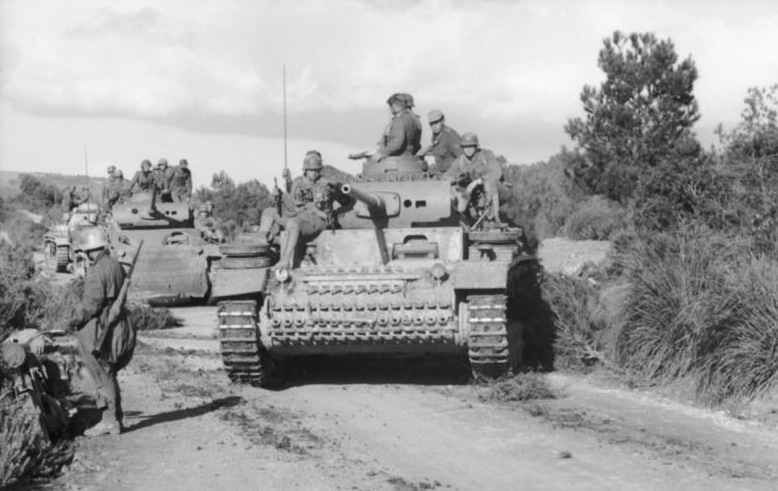
Німецькі середні танки Panzer III у Тунісі. Зима 1943

Тим часом, штурмові групи 21-ї дивізії прорвались крізь прохід Мейзіла та попростували у напрямку на північ. У боях біля навколишніх узвиш Джібель Лесуда, Джібель Ксайра та Джібель Гарет Гадід американці зазнали поразки та змушені були відступити, втративши значну кількість танків та артилерії.
Вночі бойова група від 1-ї бронетанкової дивізії генерал-майора О. Ворда здійснила спробу контратакувати німецькі війська, що прорвались біля Сіді-Бузіда, однак вирвавшись на відкриту місцевість, американці виявились між бронегруп німців, які мали більше за 80 одиниць танків Panzer IV, Panzer III та Tiger I й відкрили вогонь впритул по бронетехніці противника. У наслідок швидкоплинного вогневого бою американські танкісти втратили 46 середніх танків, 130 автомобілів та 9 самохідних установок. До вечора 15 лютого генерал Арнім віддав наказ трьом своїм бронегрупам продовжити наступ на Сбейтлу; німецькі танкові підрозділи розбили залишки американських бойових груп CC A та CC C, які зазнавши втрат, відступили.
16 лютого, після проведення інтенсивної повітряної підготовки, німців увійшли до Сбейтли.

### Наслідки
Досвідчені та загартовані у боях німецькі вояки продемонстрували значну перевагу над противником та завдали їм великих втрат. Тільки після того, як 17 лютого командувач британської 1-ї армії генерал-лейтенант К. Андерсон прибув до району битви та, оцінивши ситуацію, віддав наказ на відхід військ, союзники змогли організовано відступити на підготовлені позаду рубежі. Однак, на цьому труднощі для американців не закінчились. За кілька днів армія Е. Роммеля розпочала наступ на перевал Кассерін і знову завдала поразки військам союзників. За результатами боїв між американськими та німецькими військами керівництво Вермахту дійшло висновку, що попри добру оснащеність та озброєність війська, американці сильно поступаються за тактикою дій і мають надто слабке командування в американській армії.